# 橡樹嶺村 (加利福尼亞州)
橡樹嶺村（英語：Oak Ridge Village）是位於美國加利福尼亞州埃爾多拉多縣的一個非建制地區。該地的面積和人口皆未知。

## 地理
橡樹嶺村的座標為38°40′46″N 121°04′35″W / 38.67944°N 121.07639°W，而該地的平均海拔高度為245米（即804英尺）。